# Бель-Роуз (Луїзіана)
Бель-Роуз (англ. Belle Rose) — переписна місцевість (CDP) в США, в окрузі Ассумпсьйон штату Луїзіана. Населення — 1698 осіб (2020).

## Географія
Бель-Роуз розташований за координатами 30°2′32″ пн. ш. 91°2′59″ зх. д. / 30.04222° пн. ш. 91.04972° зх. д. (30.042135, -91.049752).  За даними Бюро перепису населення США в 2010 році переписна місцевість мала площу 13,86 км², уся площа — суходіл.

## Демографія
Згідно з переписом 2010 року, у переписній місцевості мешкали 1902 особи в 708 домогосподарствах у складі 521 родини. Густота населення становила 137 осіб/км².  Було 783 помешкання (56/км²).
Расовий склад населення:
| - 58,0 % — чорних або афроамериканців - 41,1 % — білих - 0,2 % — корінних американців - 0,1 % — вихідців з тихоокеанських островів - 0,1 % — азіатів |

До двох чи більше рас належало 0,4 %. Частка іспаномовних становила 0,4 % від усіх жителів.
За віковим діапазоном населення розподілялося таким чином: 25,3 % — особи молодші 18 років, 60,3 % — особи у віці 18—64 років, 14,4 % — особи у віці 65 років та старші. Медіана віку мешканця становила 40,2 року. На 100 осіб жіночої статі у переписній місцевості припадало 88,7 чоловіків;  на 100 жінок у віці від 18 років та старших — 82,3 чоловіків також старших 18 років.
Середній дохід на одне домашнє господарство  становив 45 001 долар США (медіана — 31 750), а середній дохід на одну сім'ю — 53 144 долари (медіана — 34 901). За межею бідності перебувало 11,0 % осіб, у тому числі 14,8 % дітей у віці до 18 років та 9,3 % осіб у віці 65 років та старших.
Цивільне працевлаштоване населення становило 550 осіб. Основні галузі зайнятості: освіта, охорона здоров'я та соціальна допомога — 25,3 %, мистецтво, розваги та відпочинок — 16,4 %, будівництво — 14,0 %, виробництво — 12,9 %.